# لورا وايت
لورا جين أماندا وايت (بالإنجليزية: Laura Jane Amanda White)‏ (من مواليد 31 أغسطس 1989 ). هي مغنية وكاتبة أغاني إنجليزية من أثيرتون في متروبوليتان بورو في ويغان، مانشستر الكبرى.
وهي معروفة أيضًا بأنها احتلت المركز الثامن في الموسم الخامس من ذا إكس فاكتور في عام 2008.

## روابط خارجية
- لورا وايت على موقع ميوزك برينز (الإنجليزية)
- لورا وايت على موقع ديسكوغز (الإنجليزية)